# Nicolò Savona
Nicolò Savona (ur. 19 marca 2003 w Aoście) – włoski piłkarz, występujący na pozycji obrońcy we włoskim klubie Juventus F.C. oraz w reprezentacji Włoch.